# Syneora speciosa
Syneora speciosa là một loài bướm đêm trong họ Geometridae.